# Central Falls
Central Falls is een plaats (city) in de Amerikaanse staat Rhode Island, en valt bestuurlijk gezien onder Providence County.

## Demografie
Bij de volkstelling in 2000 werd het aantal inwoners vastgesteld op 18.928.
In 2006 is het aantal inwoners door het United States Census Bureau geschat op 18.994, een stijging van 66 (0,3%).

## Geografie
Volgens het United States Census Bureau beslaat de plaats een oppervlakte van
3,3 km², waarvan 3,1 km² land en 0,2 km² water.

## Plaatsen in de nabije omgeving
De onderstaande figuur toont nabijgelegen plaatsen in een straal van 8 km rond Central Falls.